# Астарта Сирийская
«Астарта Сирийская» (также «Венера Астарта») — картина английского художника-прерафаэлита Данте Габриэля Россетти, созданная в 1877 году. На данный момент картина находится в собрании Манчестерской художественной галереи.

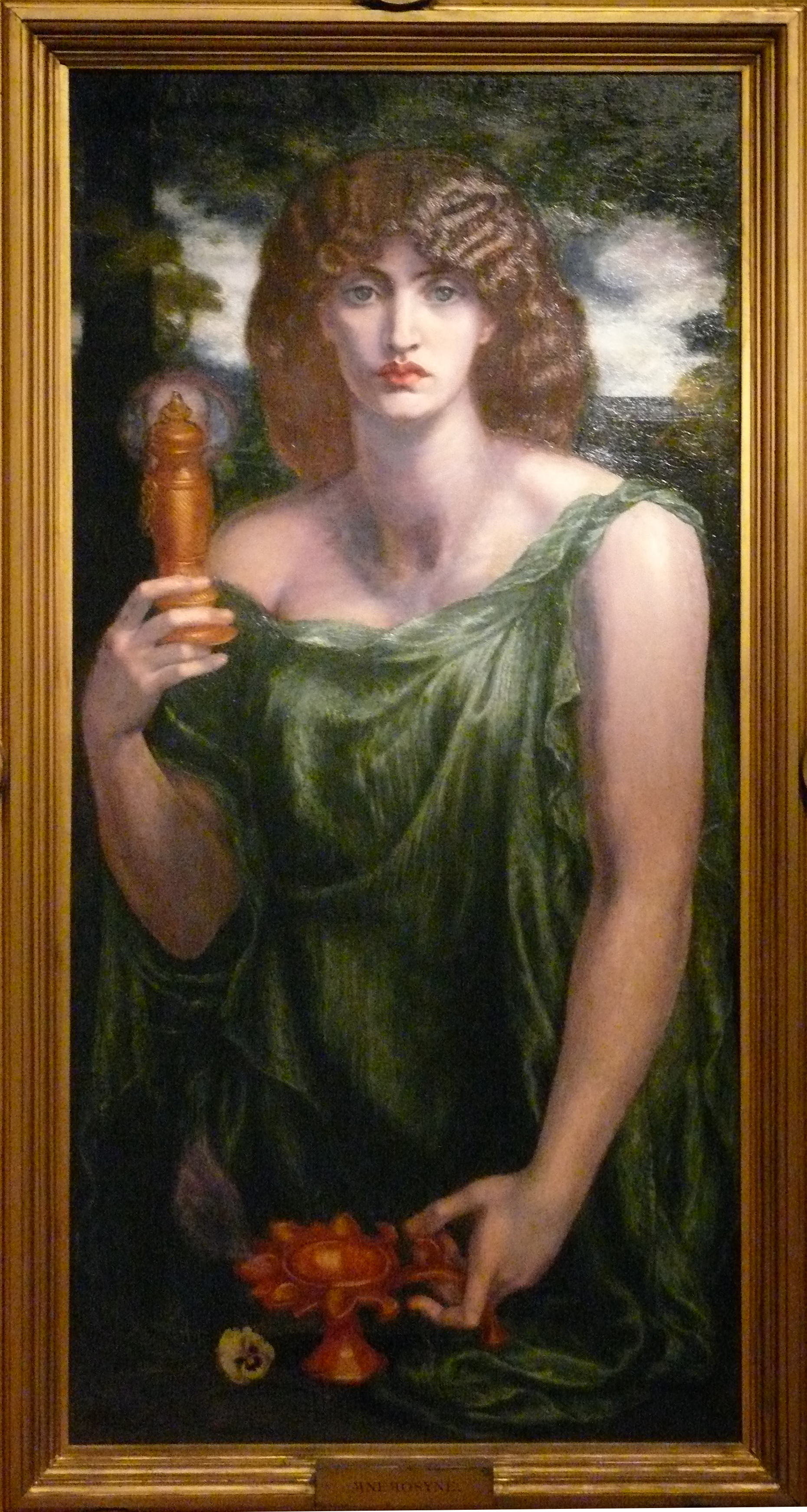
«Мнемозина», 1875—81

Натурщицей для образа Астарты (греческий вариант имени богини любви и власти шумеро-аккадской мифологии Иштар) стала Джейн Моррис. В 1875 Россетти начал писать эскиз к «Астарте Сирийской», но позже переделал его в образ Мнемозины — греческой богини памяти, в итоге «Мнемозина» стала самостоятельной картиной. Художник упоминал об обеих картинах в письме своей матери 29 апреля 1876 года, где писал, что их отличает положение рук и головы натурщицы. Астарта стоит в позе «Venus pudica» — Венера Стыдливая, что роднит её с «Венерой» Боттичелли.
Для сопровождающей фигуры слева позировала дочь Джейн Моррис Мэй. Алистер Грив сравнивает эти фигуры с ангелами Уильяма Блейка c нескольких из его гравюр для Книги Иова. Также примечательны присутствующие на картине черты традиционных изображений Мадонны на троне.
Друг художника, Теодор Уоттс-Дантон полагал, что именно благодаря ему была создана эта картина. Увидев один из эскизов с изображением Джейн Моррис, Уоттс-Дантон заявил, что именно так должна выглядеть восточная Венера. Коллекционер Кларенс Фрай, просмотрев эскизы Россетти, заказал «Астарту Сирийскую» для себя, картина после нескольких отвергнутых художником попыток и вариантов была завершена к январю 1877 года. Благодаря стараниям агента Россетти Чарльза Фрая, «Астарта Сирийская» стала на тот момент самой дорогостоящей из работ Россетти (стоимость составила 2100£). 
Как и для других своих работ Россетти написал для «Астарты Сирийской» сопутствующий сонет.